# Museu Memorial da Guerra de Auckland

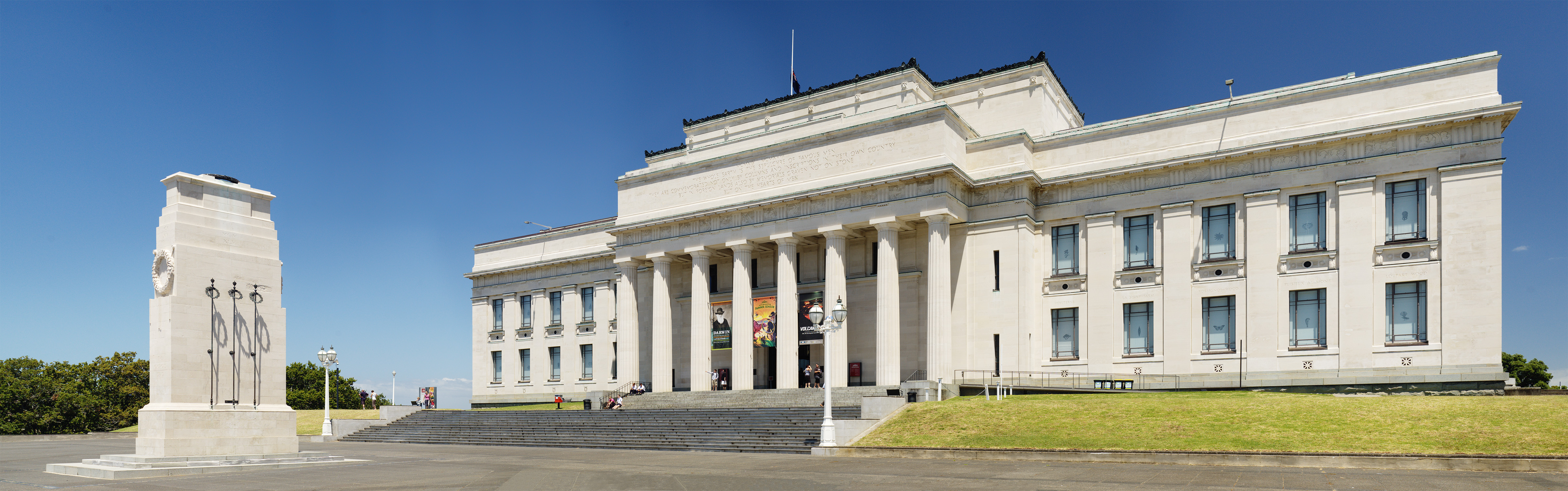
Museu Memorial da Guerra de Auckland, com o cenotáfio à esquerda

O Museu Memorial da Guerra de Auckland, ou simplesmente Museu de Auckland ou, na sua forma portuguesa, de Auclanda (inglês:Auckland War Memorial Museum) é um dos mais importantes museus e memoriais de guerra da Nova Zelândia. Fica em Auckland, Nova Zelândia.